# Aspitates mundataria
Aspitates mundataria är en fjärilsart som beskrevs av Stoll 1782. Aspitates mundataria ingår i släktet Aspitates och familjen mätare. Inga underarter finns listade i Catalogue of Life.